# نيك مارتن (موسيقي)
نيك مارتن (بالإنجليزية: Nick Martin)‏ هو موسيقي وعازف قيثارة أمريكي، ولد في 10 ديسمبر 1982 في سان دييغو في الولايات المتحدة.

## وصلات خارجية
- نيك مارتن على موقع ميوزك برينز (الإنجليزية)
- نيك مارتن على موقع ديسكوغز (الإنجليزية)